# Leptomyrmex neotropicus
Leptomyrmex neotropicus é uma espécie de formiga do gênero Leptomyrmex.